# Хассан Єбда
Хассан Єбда (фр. Hassan Yebda, араб. حسان يبدة, нар. 14 травня 1984, Сен-Морис) — французький і алжирський футболіст, півзахисник, який є вільним агентом. Відомий зокрема виступами за «Бенфіку», «Портсмут», «Наполі» та національну збірну Алжиру.

## Клубна кар'єра
Народився 14 травня 1984 року в місті Сен-Морис. Вихованець футбольної школи клубу «Осер».
У дорослому футболі дебютував 2001 року виступами за другу команду «Осера», в якій провів п'ять сезонів, взявши участь у 69 матчах чемпіонату. Частину 2006 року провів в оренді у клубі «Лаваль», після чого повернувся до «Осера», в якому, втім, знову не зміг стати гравцем головної команди клубу.
Згодом з 2007 по 2011 рік грав у складі команд клубів «Ле-Ман», «Бенфіка», «Портсмут» та «Наполі».
Своєю грою за останню команду привернув увагу представників тренерського штабу іспанської «Гранади», до складу якої приєднався 2011 року. Відіграв за клуб з Гранади наступні три сезони своєї ігрової кар'єри. На другу половину сезону 2013/14 був відданий в оренду до «Удінезе».
До складу «Удінезе» приєднався 2014 року.
Сезон 2014/15 провів в клубі «Фуджайра»  з ОАЕ. Наступний сезон Єбда взагалі не грав на професіональному рівні, після чого провів два роки (2016—2018) у португальському «Белененсеші». Влітку 2018 залишив клуб.

## Виступи за збірні
2000 року дебютував у складі юнацької збірної Франції, взяв участь у 56 іграх на юнацькому рівні, відзначившись 3 забитими голами.
2009 року, вирішивши на рівні національних збірних захищати кольори своєї історичної батьківщини, дебютував у офіційних матчах у складі збірної Алжиру. Наразі провів у формі головної команди країни 24 матчі, забивши 2 голи.
У складі збірної був учасником чемпіонату світу 2010 року у ПАР, а також Кубка африканських націй 2010 року в Анголі.
| Дата       | Місто        | Господарі                        | Результат  | Гості                            | Турнір                                          | Голи | Примітки   |
| ---------- | ------------ | -------------------------------- | ---------- | -------------------------------- | ----------------------------------------------- | ---- | ---------- |
| 11/10/2009 | Бліда        | Алжир                            | 3 – 1      | Руанда                           | Відбір до ЧС 2010                               | -    |            |
| 18/11/2009 | Омдурман     | Алжир                            | 1 – 0      | Єгипет                           | Відбір до ЧС 2010                               | -    |            |
| 11/01/2010 | Луанда       | Малаві                           | 3 – 0      | Алжир                            | Кубок африканських націй 2010 - 1-й етап        | -    |            |
| 14/01/2010 | Луанда       | Малі                             | 0 – 1      | Алжир                            | Кубок африканських націй 2010 - 1-й етап        | -    |            |
| 18/01/2010 | Луанда       | Ангола                           | 0 – 0      | Алжир                            | Кубок африканських націй 2010 - 1-й етап        | -    |            |
| 24/01/2010 | Кабінда      | Кот-д'Івуар                      | 2 – 3 д.ч. | Алжир                            | Кубок африканських націй 2010 - чвертьфінал     | -    |            |
| 28/01/2010 | Бенгела      | Алжир                            | 0 – 4      | Єгипет                           | Кубок африканських націй 2010 - півфінал        | -    |            |
| 30/01/2010 | Бенгела      | Нігерія                          | 1 – 0      | Алжир                            | Кубок африканських націй 2010 - матч за 3 місце | -    | 4-те місце |
| 05/06/2010 | Фюрт         | Алжир                            | 1 – 0      | ОАЕ                              | товариський матч                                | -    |            |
| 13/06/2010 | Полокване    | Алжир                            | 0 – 1      | Словенія                         | ЧС 2010 - 1-й етап                              | -    |            |
| 18/06/2010 | Кейптаун     | Англія                           | 0 – 0      | Алжир                            | ЧС 2010 - 1-й етап                              | -    |            |
| 23/06/2010 | Преторія     | США                              | 1 – 0      | Алжир                            | ЧС 2010 - 1-й етап                              | -    |            |
| 11/08/2010 | Алжир        | Алжир                            | 1 – 2      | Габон                            | товариський матч                                | -    |            |
| 03/09/2010 | Бліда        | Алжир                            | 1 – 1      | Танзанія                         | Відбір до Кубка африканських націй 2012         | -    |            |
| 10/10/2010 | Бангі        | Центральноафриканська Республіка | 2 – 0      | Алжир                            | Відбір до Кубка африканських націй 2012         | -    |            |
| 27/03/2011 | Алжир        | Алжир                            | 1 – 0      | Марокко                          | Відбір до Кубка африканських націй 2012         | 1    |            |
| 04/06/2011 | Марракеш     | Марокко                          | 4 – 0      | Алжир                            | Відбір до Кубка африканських націй 2012         | -    |            |
| 03/09/2011 | Дар-ес-Салам | Танзанія                         | 1 – 1      | Алжир                            | Відбір до Кубка африканських націй 2012         | -    |            |
| 09/10/2011 | Алжир        | Алжир                            | 2 – 0      | Центральноафриканська Республіка | Відбір до Кубка африканських націй 2012         | 1    |            |
| 12/11/2011 | Бліда        | Алжир                            | 1 – 0      | Туніс                            | товариський матч                                | -    |            |
| 10/09/2013 | Бліда        | Алжир                            | 1 – 0      | Малі                             | Відбір до ЧС 2014                               | -    |            |
| 12/10/2013 | Уагадугу     | Буркіна-Фасо                     | 3 – 2      | Алжир                            | Відбір до ЧС 2014                               | -    |            |
| 19/11/2013 | Бліда        | Алжир                            | 1 – 0      | Буркіна-Фасо                     | Відбір до ЧС 2014                               | -    |            |
| 5/3/2014   | Бліда        | Алжир                            | 2 – 0      | Словенія                         | товариський матч                                | -    |            |
| 4/6/2014   | Женева       | Румунія                          | 1 – 2      | Алжир                            | товариський матч                                | -    |            |
| 26/6/2014  | Куритиба     | Алжир                            | 1 – 1      | Росія                            | ЧС 2014 - 1-й етап                              | -    |            |
| Усього     |              | Матчів                           | 26         |                                  | Голів                                           | 2    |            |

## Титули і досягнення
- Володар Кубка португальської ліги: 2008--09
- Чемпіон світу (U-17): 2001